# الوجيب (شبام)
'

تعديل مصدري - تعديل

الوجيب هي إحدى قرى عزلة شبام بمديرية شبام التابعة لمحافظة حضرموت، بلغ تعداد سكانها 929 نسمة حسب تعداد اليمن لعام 2004.